# Irízar-Lagune
Die Irízar-Lagune ist eine Lagune auf Deception Island im Archipel der Südlichen Shetlandinseln. Am Port Foster liegt sie im Irízar Crater zwischen dem Mount Irízar und der argentinischen Station Decepción.
Polnische Wissenschaftler benannten sie 1999 in Anlehnung an die Benennung des gleichnamigen Bergs und Kraters. Deren Namensgeber ist Julián Irízar (1869–1935), Kapitän der argentinischen Korvette Uruguay, die bei der Rettung der gestrandeten Teilnehmer der Schwedischen Antarktisexpedition (1901–1903) zum Einsatz gekommen war.